# Tofol
Tofol è un piccolo villaggio, nonché la capitale dello Stato di Kosrae nella Stati Federati di Micronesia. Situata nella Municipalità di Lelu, oltre a possedere gli uffici amministrativi della nazione, è sede del Museo di Stato, ricco di reperti archeologici e foto storiche dell'isola.